# Левников, Кирилл Николаевич
Кирилл Николаевич Левников (род. 11 февраля 1984, Ленинград) — российский футбольный судья, в прошлом футболист.

## Карьера игрока
Футболистом выступал за команды «Приморец» СПб (2002, КФК, 12 игр, 2 гола), «Псков-2000» (2003, второй дивизион, 3 игры), «Салют-Энергия» Белгород (2005, второй дивизион, 13 игр, 1 гол), «Север» Мурманск (2007, ЛФЛ, 11 игр), «Динамо»-2 СПб (2007, люб., 3 игры), «Еврострой» Всеволожск (2008 (ЛФЛ): 25 игр[уточнить], 2009 (чемпионат Ленинградской области): 15 игр, 4 гола), «Руан-Самсон» Тосно (2010, чемпионат Санкт-Петербурга[уточнить], 6 игр).

## Карьера судьи
С сезона-2013/14 обслуживает матчи РФПЛ. С 2016 года имеет лицензию судьи ФИФА.
В феврале 2024 года отсудил в качестве главного арбитра матч чемпионата Саудовской Аравии между «Аль-Ухдудом» и «Аль-Ахли». Год спустя обслужил игру саудовской Про-лиги «Аль-Наср» — «Аль-Иттифак».

## Личная жизнь
Его дед — советский футболист Владислав Левников. Отец — известный футбольный судья Николай Левников. Женат, имеет троих детей.